# Kurdżyps
Kurdżyps (ros. Курджипс; adyg. Къуршыпс, Kurszyps albo Курджыпс, Kurdżyps) – rzeka na północnym Kaukazie, lewy dopływ Biełej.
Płynie po terytorium rejonu majkopskiego Adygei i rejonu apszerońskiego Kraju Krasnodarskiego.

## Geografia

Dorzecze Kubania

Ujście rzeki znajduje się na 114. km Biełej na lewym brzegu. Długość rzeki wynosi 100 km. Według danych państwowego wodnego rejestru Rosji należy do dorzecza Kubania.
Kurdżyps zaczyna się na płaskowyżu Łago-Naki na wschodnim zboczu pasma Abadzesz (2376 m) i z licznych źródeł na północnych stokach Osztenu. Ujście rzeki znajduje się na 114. km Biełej na lewym brzegu.
Przyjmuje 82 dopływy. Najważniejsze dopływy to Czinarka (Miezmaj), Morozka, Chokodź, Pricucha, Łuczka.

## Osady ludzkie
Nad Kurdżypsem są położone (od źródeł do ujścia): Miezmaj, Guamka, Tiemnolesskaja, Niżegorodskaja, Krasnyj Dagiestan, Dagiestanskaja, Kurdżypskaja, Krasnyj Most, Sadowyj, Tabacznyj, Pririecznyj, Krasnooktiabr'skij.